# Berek Lajos
Berek Lajos (Kaba, 1949. szeptember 29. –) magyar honvéd mérnökezredes, szobrászművész.

## Életpályája
Nyíregyházán érettségizett, majd elvégezte a Zalka Máté Katonai Műszaki Főiskolát, több katonai beosztás betöltése után a Zrínyi Miklós Nemzetvédelmi Egyetem Bolyai János Katonai Műszaki Főiskolai Karának dékánja volt ezredesi rendfokozatban, az Óbudai Egyetem Bánki Donát Gépész és Biztonságtechnikai Mérnöki Kar tanára. Katonai pályája mellett szobrászattal is foglalkozik. Számos kitüntetés birtokosa.

## Munkássága
Már gyerekkorában is vonzódott a fához, a fafaragáshoz. Kezdetben inkább kopjafákat készített, később pedig már egész szobrokat faragott, míg végül eljutott a bronzig. Több mint hatvan köztéri alkotása készült bronzból és fából.
Szobrai többek között megtalálhatóak az Óbudai Egyetemen, a bécsi Hadiakadémián, a komáromi a Selye János Egyetemen, Beregszászban a II. Rákóczi Ferenc Kárpátaljai Magyar Főiskolán, a Sapientia Erdélyi Magyar Tudományegyetemen Kolozsvárott és Marosvásárhelyen, valamint a Nemzeti Közszolgálati Egyetemen.

### Szobrai
- Kossuth Lajos, 2000

Bolyai János mellszobra a Sapientia EMTE marosvásárhelyi karának Bolyai-parkjában

- Béri Balogh Ádám, Balatonkenese, 2003
- Bocskai dombormű, Hajdúszoboszló, 2006
- Zrínyi Ilona, Zrínyi Miklós Nemzetvédelmi Egyetem, Budapest, Beregszász, 2006
- Békefenntartók emlékhelye, Pákozd, 2008 (Szigeti Gyula építésszel)
- Zrínyi Miklós, Balatonkenese, 2008
- Bánki Donát, Óbudai Egyetem, Budapest, 2009
- Rejtő Sándor, Óbudai Egyetem, Budapest, 2012
- Bocskai István, Sapientia Egyetem, Kolozsvár
- Bolyai János, Hadiakadémia, Bécs; Sapientia Egyetem, Marosvásárhely
- Magyar Ellátó Katonák emlékére állított kopjafa, Budaörs

### Díjai
- Mednyánszky László-díj
- Zrínyi Miklós-díj
- Pécelért-díj
- Hubertusz Aranykereszt
- Dulity Tibor-emlékdíj